# Parque Simón Bolívar (estación)
La estación sencilla Parque Simón Bolívar hará parte del sistema de transporte masivo de Bogotá, TransMilenio, inaugurado en el año 2000.

## Ubicación
La estación está ubicada específicamente sobre la Avenida Carrera 68 entre calle 62 y calle 63.
Atenderá la demanda de los barrios Jardín Botánico, Campo Eucarístico y sus alrededores. En las cercanías se encuentran el Parque Metropolitano Simón Bolívar, el Jardín Botánico de Bogotá y la Unidad Deportiva El Salitre.

## Origen del nombre
La estación no cuenta aún con un nombre oficial, sin embargo, provisionalmente y durante la etapa de construcción se le asigna un nombre provisional relacionado el Parque Metropolitano Simón Bolívar al cual atenderá esta estación. Previo a la puesta en funcionamiento de la troncal, se realizó un proceso de selección del nombre con la comunidad para generar apropiación del sistema.

## Historia
En noviembre de 2018 se anunció el convenio de financiación entre el Gobierno Nacional y el Distrito que asegura los recursos para la construcción de las troncales de la avenida Ciudad de Cali y la avenida Congreso Eucarístico. En octubre de 2019 se inició el proceso de licitación para diseñar y construir esta troncal, y finalmente, el 23 de enero de 2020 se adjudicó la construcción de esta troncal. El acta de inicio fue firmada a finales de junio del mismo año.

## Servicios de la estación

### Esquema
| ← Norte  |               |               |          |
| Calle 63 | sin servicios | sin servicios | Calle 51 |
| Puente   | Vagón 2       | Vagón 1       | Puente   |
| Calle 63 | sin servicios | sin servicios | Calle 51 |
| Sur →    |               |               |          |

### Servicios urbanos
Así mismo funcionan las siguientes rutas urbanas del SITP en los costados externos a la estación, circulando por los carriles de tráfico mixto sobre la Avenida Carrera 68, con posibilidad de trasbordo usando la tarjeta TuLlave:
| Código | Sector                            | Dirección     | Rutas                                                   |
| ------ | --------------------------------- | ------------- | ------------------------------------------------------- |
| 437A05 | K Pq. Metropolitano Simón Bolívar | AK 68 - CL 63 | A306A606A610B326B904C137C705 12 291 661 E44 P500 Z4B Z8 |
| 437B05 | K Pq. Metropolitano Simón Bolívar | AK 68 - CL 63 | A611C404D630 634 T62                                    |
| 437C05 | K Pq. Metropolitano Simón Bolívar | AK 68 - CL 63 | A305B916D607D800 576 C101                               |
| 437D05 | K Pq. Metropolitano Simón Bolívar | AK 68 - CL 63 | A410A427C122C156D208 SE6                                |
| 119A05 | K Coliseo El Salitre              | AK 68 - CL 63 | G137H610H705K306K326K904 12 291 661 E44 P500 T62        |
| 119B05 | K Coliseo El Salitre              | AK 68 - CL 63 | H606H611H630K122L800 634 Z4B                            |
| 119C05 | K Coliseo El Salitre              | AK 68 - CL 63 | F404G208H607K305K916 576 C101 Z8                        |
| 119D05 | K Coliseo El Salitre              | AK 68 - CL 63 | F410F427G156 SE6                                        |

## Ubicación geográfica
| Noroeste: Engativá   | Norte: Engativá  | Nordeste: N Calle 66 |
| Oeste: Engativá      |                  | Este: Teusaquillo    |
| Suroeste: N Calle 53 | Sur: Teusaquillo | Sureste: Teusaquillo |